# OOR's Pop-encyclopedie

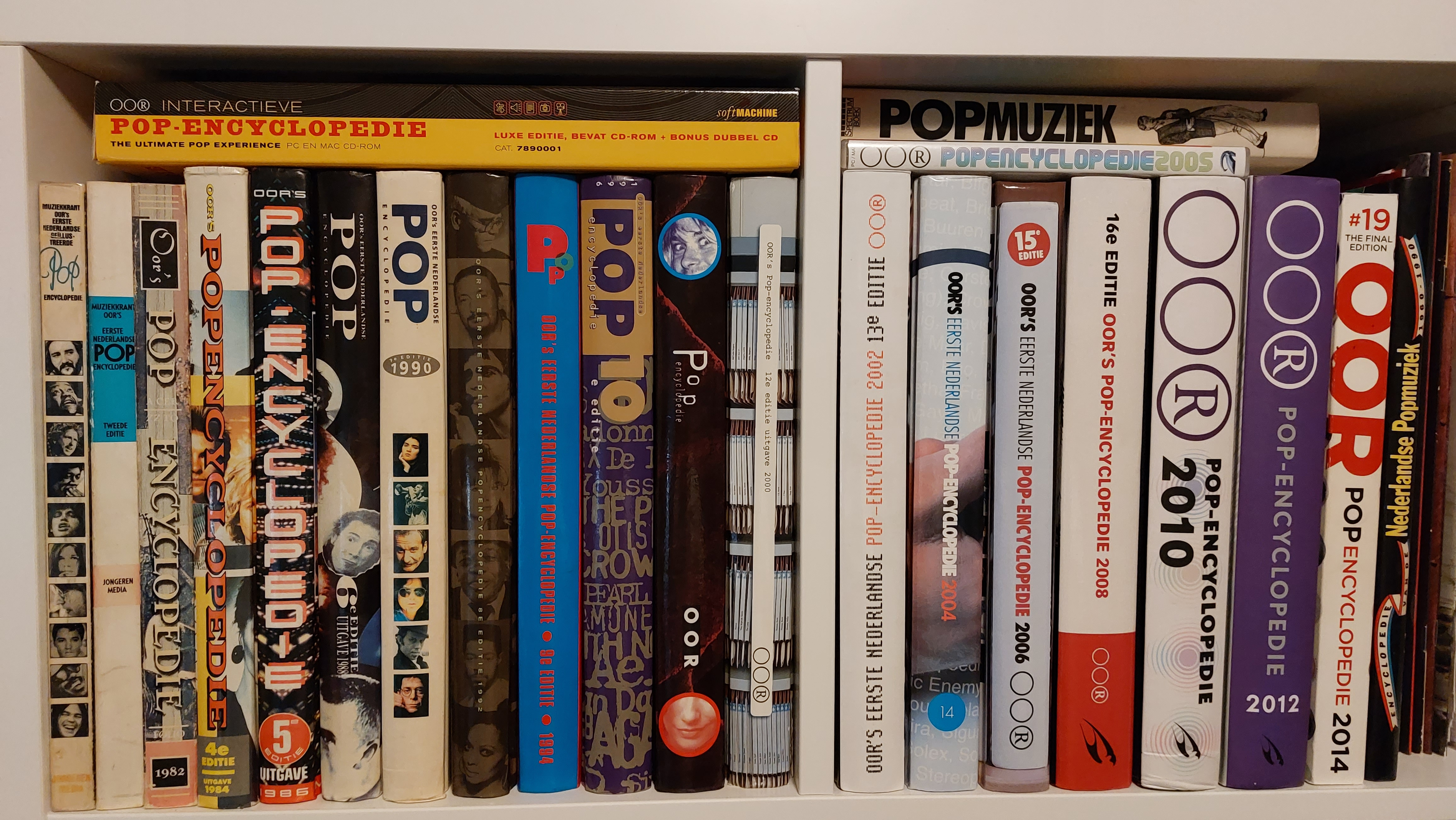
De 19 edities van OOR's POPencyclopedie

OOR's Pop-encyclopedie, voluit Muziekkrant OOR's Eerste Nederlandse Pop-encyclopedie, is een encyclopedie volledig gewijd aan popmuziek, uitgegeven door Muziekkrant OOR, bij wie het idee ontstond in 1976.
Het boekwerk begon met een eerste druk in 1977 bij Uitgeverij Jongerenmedia te Amsterdam. De eindredactie was toen in handen van Frans Steensma, Jan Libbenga en Bram van Splunteren, onder hoofdredactie van Constant Meijers die het project de uitgeverij had binnengeloodst. De tekst van de eerste editie was (zonder bronvermelding) voor een groot deel ontleend aan de in 1976 voor het eerst verschenen Illustrated New Musical Express Encyclopedia of Rock.

## Totstandkoming
Het idee voor een soort naslagwerk leefde bij OOR al langer, maar de keuze voor een inhoudelijke aanpak duurde lang. Barend Toet vroeg eerst aan Jan Libbenga, de OOR-medewerker die het bladenarchief onderhield, of hij een naslagwerk kon maken voor 10.000 gulden. Die meende dat het veel meer werk was en adviseerde om de hele redactie en alle medewerkers in te schakelen.
Uiteindelijk werd er gekozen voor duizend ‘items’ en zo'n zestig schrijvers, die de opdrachten al kregen voordat er een kostencalculatie was gemaakt .Volgens productieleider Gerard Bed kwam het in totaal op 85.000 gulden. Barend Toet benaderde daarom spijkerbroekenmaker Levi's, die vaker marketingactiviteiten deed rondom popmuziek. Marketingmanager Glimmerveen kreeg het aanbod om als exclusieve adverteerder een eigen lemma voor Levi’s te krijgen onder de letter L. Een stukje van maximaal 250 woorden, waarin de geschiedenis van het merk en de rol van hun kleding binnen de jongerencultuur werd beschreven. De vraagprijs van 25.000 gulden werd geaccepteerd. Toet bedong bovendien dat Levi’s vierduizend boeken zou afnemen om via de eigen detailhandelaren te verkopen.

## Ontwikkelingen
De stromingen binnen de popmuziek waren zo divers en soms kortstondig dat een tweejaarlijkse aanpassing het minimum geacht werd. Na verloop van tijd werden opgeheven bands ook wel in rubrieken ondergebracht met een kleine uitleg erbij. In minstens één uitgave is een volledige index toegepast met verwijzing naar oudere delen.
Met de toegankelijkheid van internet is het nut van een dergelijke encyclopedie aanmerkelijk verminderd. Artiesten hebben eigen websites en ook op het internet vindt men gespecialiseerde websites met biografieën en/of discografieën. Toch bevatten de oude delen soms details die verloren zijn gegaan in de loop der jaren.
Het NPI zette online de Muziekencyclopedie op, die zich beperkt tot de Nederlandse (pop)cultuur.

## Eerste editie
De eerste editie die in november 1977 verscheen kostte destijds ƒ27,50. Gecorrigeerd voor inflatie en omgerekend naar euro's is dat in 2021 €36,38. De eerste editie is een collectors item onder verzamelaars. In 1993 werd er voor de eerste uitgave ƒ125 gevraagd. Omgerekend naar 2021 is €97,41. Vergelijkbare bedragen zijn nog steeds gangbaar. Ook de nieuwprijs van latere uitgaven is vergelijkbaar met de eerste. Zo kostte de zestiende editie bij haar verschijnen in 2008 €34,95.

## Naam en schrijfwijze
Vanaf het moment dat Muziekkrant OOR in 1984 de naam wijzigde in OOR (zonder Muziekkrant) veranderde ook de naam van de tweejaarlijkse encyclopedie in OOR's Pop-encyclopedie. Op twee punten wijkt de spelling van de naam af van de standaardregels in de Nederlandse taal. Bij de bezits-s wordt de apostrof bij voorkeur achterwege gelaten omdat de s de uitspraak zonder apostrof niet beïnvloedt. Ook het koppelteken wordt volgens de officiële spellingsregels bij voorkeur weggelaten, zoals in MCN's popencyclopedie. In die naam is de apostrof wel correct.

## Edities
- (1977): 1e editie; redactie: Constant Meijers, Frans Steensma, Jan Libbenga, Bram van Splunteren en Gijsbert Hanekroot (fotografie);
- (1980): 2e editie; redactie: Frans Steensma, Constant Meijers en Jan-Maarten de Winter;
- (1982): 3e editie; redactie: Frans Steensma, Jan-Maarten de Winter en Swie Tio;
- (1984): 4e editie; redactie: zie 3e editie;
- (1986): 5e editie; redactie: zie 3e editie; eerste uitgave met vermelding van cd-releases;
- (1988): 6e editie; redactie: zie 3e editie;
- (1990): 7e editie; redactie: zie 3e editie;
- (1992): 8e editie; redactie: Frans Steensma en Swie Tio;
- (1994): 9e editie; redactie: zie 8e editie;
- (1996): 10e editie; redactie: zie 8e editie;
- (1998): 11e editie; redactie: Frans Steensma en Jan van der Plas;
- (2000): 12e editie; redactie: zie 11e editie;
- (2002): 13e editie; eerste uitgave met vermelding van dvd's en websites;
- (2004): 14e editie; redactie: Frans Steensma;
- (2006): 15e editie; redactie: Frans Steensma;
- (2007): 16e editie; redactie: Frans Steensma;
- (2009): 17e editie; redactie: Frans Steensma, fotoredactie Yorick Buwalda
- (2012): 18e editie;
- (2014): 19e editie; final edition! De laatste! (bron site www.oor.nl)

In latere jaren verscheen de encyclopedie ook op cd-rom.